# Рапсодија у августу
Рапсодија у августу (јап. 八月の狂詩曲 ; романизовано: Hachigatsu no rapusodī) је јапански филм из 1991. који је режирао Акира Куросава.